# Джаннино ди Гуччо Бальони
Самозванец, выдававший себя за короля Иоанна I Посмертного, короля Франции. Родился в Сиене. Действовал в 1350-х годах в Провансе. Был признан несколькими влиятельными личностями, как королем Венгрии, Лайошом I в 1356 году и сенатором Рима, Колой ди Ренцо. Утверждал, что умерший младенец был не королем, а сыном кормилицы Мари ди Крэссе. Был заточен в тюрьму, где и умер.